# Crime on Their Hands
Crime on Their Hands (br.: A ideia é brilhante) é um filme estadunidense de curta metragem de 1948, dirigido por Edward Bernds. É o 112º filme de um total de 190 da série com os Três Patetas produzida pela  Columbia Pictures entre 1934 e 1959.

## Enredo
Os Três Patetas são faxineiros num prédio de um grande jornal, quando o diamante Punjab (o quarto maior do mundo) é roubado pela quadrilha de Dapper (Sedoso, conforme a dublagem brasileira, interpretado por Kenneth MacDonald). Os Patetas sonham em ser jornalistas e ao receberem pelo telefone da sala do editor a denúncia feita por um capanga descontente, partem para onde estava Dapper, conforme o indicado. Eles chegam no bar de Squid McGuffy, um antro mal frequentado à beira do cais, e são confundidos com policiais. Ao vistoriarem os quartos no local, os Patetas encontram a namorada de Dapper (Christine McIntyre), que escondera o diamante num pires de balas. Shemp engole o diamante pensando que era uma bala e ela, ao ouvir que são repórteres, imediamente chama Dapper que vem com seu capanga Muscles ("Pesado", conforme a dublagem brasileira, interpretado por Cy Schindell) e conta o que aconteceu. Os bandidos trancam Moe e Larry num armário enquanto se preparam para "operarem" Shemp, buscando retirarem o diamante de dentro do corpo dele. Moe e Larry conseguem escapar do armário mas caem na jaula de um gorila recém-trazido da África (chamado de Haroldo na dublagem brasileira). O gorila nocauteia Moe e Larry e depois vai até onde está Shemp, todo amarrado a uma mesa, e lhe bate na barriga, fazendo com que o diamante salte pela boca dele. Em seguida, o animal desacorda Dapper e Muscles depois de uma violenta luta. Quando a polícia chega, Shemp lhes dá o diamante e mostra os bandidos inconscientes. Ao ser perguntado como conseguira, Shemp responde ter sido graças ao seu "amigo" gorila, que aparece e surpreendentemente agradece "falando".